# Czin (góry)
Czin (birm. Kyin Taung, ang. Chin Hills) – pasmo górskie w zachodniej Mjanmie i przyległym indyjskim stanie Manipur. Ich przedłużeniem są położone dalej na południe Góry Arakańskie. Najwyższym szczytem jest Góra Wiktorii (3053 m n.p.m.). Zbocza gór porośnięte są tropikalnym lasem deszczowym. Do występujących tu gatunków drzew zalicza się drzewo tekowe.